# Municipio de Warsaw (Minnesota)
El municipio de Warsaw (en inglés: Warsaw Township) es un municipio ubicado en el condado de Rice en el estado estadounidense de Minnesota. En el año 2010 tenía una población de 1320 habitantes y una densidad poblacional de 14,56 personas por km².

## Geografía
El municipio de Warsaw se encuentra ubicado en las coordenadas 44°14′15″N 93°20′44″O / 44.23750, -93.34556. Según la Oficina del Censo de los Estados Unidos, el municipio tiene una superficie total de 90.67 km², de la cual 83,84 km² corresponden a tierra firme y (7,52 %) 6,82 km² es agua.

## Demografía
Según el censo de 2010, había 1320 personas residiendo en el municipio de Warsaw. La densidad de población era de 14,56 hab./km². De los 1320 habitantes, el municipio de Warsaw estaba compuesto por el 97,73 % blancos, el 0,08 % eran afroamericanos, el 0,08 % eran amerindios, el 0,53 % eran asiáticos, el 0,15 % eran de otras razas y el 1,44 % eran de una mezcla de razas. Del total de la población el 0,53 % eran hispanos o latinos de cualquier raza.